# Tsigie Gebreselama
Tsigie Gebreselama (äthiopische Schrift: ጽጌ ገብረሰላማ; * 30. September 2000 in Saesi Tsaedaemba, Tigray) ist eine äthiopische Leichtathletin, die sich auf den Langstreckenlauf spezialisiert hat.

## Sportliche Laufbahn
Erste internationale Erfahrungen sammelte Tsigie Gebreselama im Jahr 2018, als sie bei den U20-Weltmeisterschaften in Tampere in 8:59,20 min die Bronzemedaille im 3000-Meter-Lauf gewann. Bei den Crosslauf-Weltmeisterschaften 2019 in Aarhus gewann sie dann in 20:50 min ebenfalls die Bronzemedaille im U20-Rennen und sicherte sich in der Teamwertung die Goldmedaille. Am 1. Dezember stellte sie beim Pfixx Solar Montferland Run in ’s-Heerenberg mit 47:29 min eine neue U20-Weltbestleistung im 15-km-Straßenlauf auf. Im Jahr darauf wurde sie in 30:06,01 min Zweite über 10.000 m bei den Äthiopischen Trials für die Olympischen Sommerspiele in Tokio, bei denen sie aber vorzeitig aufgeben musste. 2022 wurde sie in 1:05:46 h Zweite beim Valencia-Halbmarathon und im Jahr darauf gewann sie bei den Crosslauf-Weltmeisterschaften 2023 in Bathurst in 33:56 min die Silbermedaille im Einzelrennen hinter der Kenianerin Beatrice Chebet und auch in der Teamwertung gewann sie die Silbermedaille hinter Kenia. Im Jahr 2024 gewann sie beim Sound-Running-Meeting in San Juan Capistrano, Kalifornien, den 10.000-Meter-Lauf in neuer persönlicher Bestzeit von 29:48,34 min. Anschließend siegte sie in 14:18,76 min über 5000 Meter beim Prefontaine Classic und im August wurde sie bei den Olympischen Sommerspielen in Paris in 30:54,57 min Zehnte über 10.000 Meter. Daraufhin wurde sie bei der Athletissima in 8:24,40 min Dritte über 3000 Meter und bei Weltklasse Zürich wurde sie in 14:39,05 min Dritte über 5000 Meter. 
2021 wurde Gebreselama äthiopische Meisterin im 10.000-Meter-Lauf.
Am 9. März 2025 gewann sie mit einer neuen persönlichen Bestzeit und Streckenrekord von 1:04:21 h den Lissabon-Halbmarathon.

## Persönliche Bestzeiten
- 3000 Meter: 8:24,40 min, 22. August 2024 in Lausanne
  - 3000 Meter (Halle): 8:38,20 min, 9. Februar 2021 in Liévin
- 5000 Meter: 14:18,76 min, 25. Mai 2024 in Eugene
- 10.000 Meter: 29:48,34 min, 16. März 2024 in San Juan Capistrano
- 10-km-Straßenlauf: 30:24 min, 8. April 2023 in Paderborn
- 15-km-Straßenlauf: 47:29 min, 1. Dezember 2019 in ’s-Heerenberg (U20-Weltbestleistung)
- Halbmarathon: 1:04:21 h, 9. März 2025 in Lissabon